# مریم نمازی (خبرنگار)
مریم نمازی (زادهٔ ۱ ژانویه ۱۹۷۶) روزنامه‌نگار بریتانیایی ایرانی‌تبار است که در حال حاضر در حال کار در شبکه الجزیره انگلیسی مشغول به کار است.

## حرفه
او در دفترکار مرکز اروپایی این شبکه در لندن مشغول به کار است و در حال حاضر اجرای برنامه‌ای به نام ساعت خبر را بر عهده دارد. پیش از انتقال به لندن در دفتر دوحه مشغول به کار بود.